# Enneapterygius pyramis
Enneapterygius pyramis es una especie de pez de la familia Tripterygiidae en el orden de los Perciformes.

## Morfología
• Los machos pueden llegar alcanzar los 2,4 cm de longitud total.

## Hábitat
Es un pez de mar  y de clima tropical que vive hasta los 12 m de profundidad.

## Distribución geográfica
Se encuentra en el Pacífico occidental